# حفره زائده منقاری بازو
حفره زائده منقاری بازو (انگلیسی: Coronoid fossa of the humerus) در قدام بازو و در قسمت فوقانی قرقره یک فرورفتگی کوچک وجود دارد که با آن حفره کورونوئید می گویند که در زمان خم شدن آرنج، زائده منقاری یا کرونوئید استخوان اولنا داخل آن قرار میگیرد. این حفره در مجاورت حفره رادیال استخوان بازو قرار دارد.